# BCKDK
BCKDK (англ. Branched chain ketoacid dehydrogenase kinase) – білок, який кодується однойменним геном, розташованим у людей на короткому плечі 16-ї хромосоми. Довжина поліпептидного ланцюга білка становить 412 амінокислот, а молекулярна маса — 46 360.
| 10         |  | 20         |  | 30         |  | 40         |  | 50         |
| ---------- |  | ---------- |  | ---------- |  | ---------- |  | ---------- |
| MILASVLRSG |  | PGGGLPLRPL |  | LGPALALRAR |  | STSATDTHHV |  | EMARERSKTV |
| TSFYNQSAID |  | AAAEKPSVRL |  | TPTMMLYAGR |  | SQDGSHLLKS |  | ARYLQQELPV |
| RIAHRIKGFR |  | CLPFIIGCNP |  | TILHVHELYI |  | RAFQKLTDFP |  | PIKDQADEAQ |
| YCQLVRQLLD |  | DHKDVVTLLA |  | EGLRESRKHI |  | EDEKLVRYFL |  | DKTLTSRLGI |
| RMLATHHLAL |  | HEDKPDFVGI |  | ICTRLSPKKI |  | IEKWVDFARR |  | LCEHKYGNAP |
| RVRINGHVAA |  | RFPFIPMPLD |  | YILPELLKNA |  | MRATMESHLD |  | TPYNVPDVVI |
| TIANNDVDLI |  | IRISDRGGGI |  | AHKDLDRVMD |  | YHFTTAEAST |  | QDPRISPLFG |
| HLDMHSGAQS |  | GPMHGFGFGL |  | PTSRAYAEYL |  | GGSLQLQSLQ |  | GIGTDVYLRL |
| RHIDGREESF |  | RI         |  |            |  |            |  |            |

A: Аланін

C: Цистеїн

D: Аспарагінова кислота

E: Глутамінова кислота

F: Фенілаланін

G: Гліцин

H: Гістидин

I: Ізолейцин

K: Лізин

L: Лейцин

M: Метіонін

N: Аспарагін

P: Пролін

Q: Глутамін

R: Аргінін

S: Серин

T: Треонін

V: Валін

W: Триптофан

Кодований геном білок за функціями належить до трансфераз, кіназ, фосфопротеїнів. 
Задіяний у таких біологічних процесах, як ацетилювання, альтернативний сплайсинг. 
Білок має сайт для зв'язування з АТФ, нуклеотидами. 
Локалізований у мітохондрії.